# Rechtsgebiet
Als Rechtsgebiet bezeichnet man in der Rechtswissenschaft ein Fachgebiet des Rechts, das thematisch auf einer einheitlichen Rechtsquelle beruht.

## Allgemeines
Das Recht befasst sich mit allen Lebenslagen des Alltags, so dass es nur durch eine Vielzahl von Arbeitsgebieten auf die unterschiedlichsten Lebenssachverhalte eingehen kann. Im Recht gibt es deshalb methodisch zusammenhängende, gegeneinander nicht immer scharf abgegrenzte Themenbereiche, die man Rechtsgebiete nennt. Die einzelnen Rechtsgebiete unterscheiden sich durch ihre unterschiedlichen Regelungsbereiche und die sie bestimmenden Rechtsprinzipien. Für den Rechtswissenschaftler Johann Heinrich Thöl galt bereits 1847 als Rechtsgebiet ein Gebiet, welches Rechtsquellen hat und sich von anderen Rechtsgebieten durch eine ihm allein angehörende Rechtsquelle unterscheidet. Er verstand unter Gemeines Recht ein aus mehreren kleineren Rechtsgebieten bestehendes Rechtsgebiet und unter Partikularrecht ebendieses kleinere Rechtsgebiet. So ist beispielsweise das BGB die wichtigste Rechtsquelle des Zivilrechts, so dass das Zivilrecht ein Rechtsgebiet darstellt.

## Arten
Unstreitig ist die Funktion von Privatrecht (Zivilrecht), öffentlichem Recht oder Völkerrecht als eigenständige Rechtsgebiete. Daneben gibt es unter anderem noch als Rechtsgebiete das Strafrecht, Prozessrecht, Verfassungsrecht, Steuerrecht, Sozialrecht und Europarecht. Bei weiteren Unterarten hiervon fällt es der Fachliteratur indes manchmal schwer, von eigenständigen Rechtsgebieten zu sprechen.
Das Handelsrecht als Teil des Privatrechts ist das „Sonderprivatrecht für Kaufleute“ und gilt als Rechtsgebiet. Ziel des Arbeitsrechts als Rechtsgebiet ist der faire Ausgleich zwischen den Interessen von Arbeitgebern und Arbeitnehmern. Das Verwaltungsrecht regelt als Rechtsgebiet vor allem die Rechtsbeziehungen des Staates zu seinen Bürgern, aber auch die Funktionsweise der Verwaltung und das Verhältnis der verschiedenen Institutionen zueinander. Das in erster Linie dem Gesundheitsschutz dienende Rechtsgebiet des Lebensmittelrechts bezweckt vor allem die präventive Gefahrenabwehr.
Für die Frage, wann man von einem eigenständigen Rechtsgebiet sprechen kann und wann nicht, gibt es jedoch keine allgemeingültige Abgrenzung. Nicht als eigenständige Rechtsgebiete gelten das Insolvenzrecht oder das Bankrecht, auch wenn sie manchmal als solche kategorisiert werden. Beide bestehen aus unterschiedlichen Rechtsquellen. So wirkt sich das Insolvenzrecht auf Gesellschafts-, Handels-, Vertrags- oder Arbeitsrecht aus. Das Bankrecht umfasst im weiteren Sinne alle Rechtsnormen, denen die Kreditinstitute im Rahmen ihrer Tätigkeit unterworfen sind und setzt sich aus einer Vielzahl von Rechtsnormen aus den verschiedenen Rechtsgebieten (Handelsrecht, bürgerliches Recht) zusammen. Deshalb wird auch das Bankrecht nicht als eigenständiges Rechtsgebiet angesehen. Andererseits fassen einige Autoren das Kapitalmarktrecht – ein Teilgebiet des Bankrechts – als eigenständiges Rechtsgebiet auf.
Rechtsgebiete können insofern in formalen Kategorien, also z. B. nach sachlichen Regelungsbereichen einer Rechtsquelle, aber auch nach Bereichen der Lebenswirklichkeit, die durch verschiedene Rechtsquellen geprägt werden, differenziert werden. Ein Beispiel für Letzteres bietet das Arbeitsrecht, das sich aus verschiedenen Rechtsquellen speist, aber als Gegenstand stets den einen Lebensbereich, nämlich die abhängige Arbeit hat.